# 斯密霍夫猶太會堂

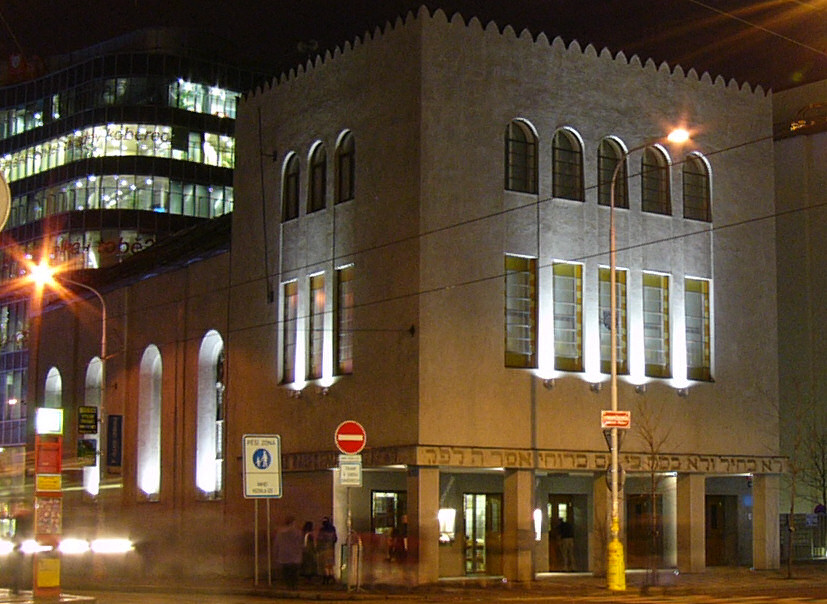

斯密霍夫猶太會堂（Smíchov Synagogue）是捷克布拉格的一座猶太會堂，也是布拉格唯一的功能主義猶太會堂。這座猶太會堂始开放于1863年9月，并在1931年完成重建。現在這座建築是布拉格猶太人博物館的檔案館之一。